# جزيرة أم الرصاص
جزيرة أم الرصاص هي جزيرة عراقية تقع في شط العرب في شرق محافظة البصرة جنوب العراق. تعرضت لاحتلال إيران خلال حرب القادسية الثانية/حرب الخليج الأولى، وخلال آذار 2009، إضافة إلى اعتداءات متكررة كالاعتداء الذي وقع عام 2005. كما تعد الجزيرة منفذاً للمهربين والمتسللين بين العراق و إيران.
وقد سُميت بأم الرصاص لأن قوات الجيش البريطاني وضعت فيها عدة مخازن للأعتدة والذخائر الحربية خلال الحرب العالمية الأولى، ولكثرة ما خلفه الجيش البريطاني فيها من أعتدة أثناء احتلال مدينة البصرة في عام 1914.
جزيرة أم الرصاص هي عبارة عن جزيرتين وليس جزيرة واحدة، فالجزيرة الأولى الملاصقة لحافة نهر شط العرب ذات شكل هلالي طويلة الذراع، ويفصل بينها وبين الجزيرة الثانية الخلفية الفرع الأول من نهر شط العرب الصغير نسبيا، أما الفرع الثاني من نهر شط العرب الأطول والأعرض فيحيط بالجزيرتين من جهة الغرب المحاذية للأراضي العراقية، وتوجد في الجزيرة مجموعة من أشجار النخيل كما يتواجد فيها نبات القصب والبردي بشكل طبيعي، وتتأثر أرض جزيرة أم الرصاص بظاهرة المد والجزر مما يؤدي إلى صعود الماء للأرض بالكامل عند المد فلهذا تكون أرضها ذات طبيعة طينية وموحلة، وفيها تتواجد الخنازير البرية التي تعيش بين نباتات القصب والبردي.

## وصلات خارجية
- مجلة الرائد - جزيرة أم الرصاص
- القوات العراقية تنفذ عملية عسكرية في جزيرة ام الرصاص القريبة من الحدود الإيرانية
- أنباء عن احتلال إيران لجزيرة «أم الرصاص» العراقية شرق البصرة